# گذار روزگار
کتاب گذار روزگار (برگردان عنوان  Le sens de ma vie ) متن پیاده شده‌ی آخرین مصاحبه رومن گاری است. این مصاحبه چند ماه پیش از مرگ گاری، در سال ۱۹۸۰ برای رادیو-کانادا انجام شد. در سال ۲۰۱۴ انتشارات گالیمار به مناسبت صدمین سالگرد تولد رومن گاری، این متن را در قالب کتابی با ویرایش روژه گرونیه منتشر کرد.

## خلاصه کتاب
کتاب شامل ۴ بخش اصلی است:
بخش اول با عنوان وعده سپیده دم، دوران کودکی و نوجوانی او و ماجرای مهاجرتهای او و مادرش و همچنین ورودش به نیروی هوایی و آغاز به نوشتن را شامل می‌شود.
بخش دوم با عنوان از ارتش تا سیاست شامل دوران موفقیت رومن گاری در خلبانی و جنگ و عرصه سیاست و آشناییش با ژنرال دوگل را شرح می‌دهد. در این بخش با عشق بی پایان رومن به مادرش که انگیزه تمام تلاشها و موفقیتهای او بود آشنا می‌شویم و مهمترین بحث در این بخش از کتاب درباره مرگ مادر است.
بخش سوم با عنوان از سیاست تا سینما درباره دوران سیاسی گری و پستهای مختلفیست که رومن گاری در آنها حضور داشته. از دبیرکلی کنسولگری فرانسه را در لس آنجلس گرفته تا سخنگوی هیئت نمایندگی فرانسه در سازمان ملل. همچنین در این دوره رومن گاری کم کم با موهبت اسامی مستعار و نوشتن به اسمی دیگر آشنا شد و کتاب "مردی با کبوتر" را با نام مستعار فوسکو سینی بالدی منتشر کرد. سپس رومن گاری از سیاست فاصله گرفت و تمام وقت مشغول نوشتن شد و اولین گنکور ادبی اش را برای کتاب ریشه‌های آسمان گرفت.

بخش چهارم با عنوان گذار روزگار ماجرای ازدواج او با جین سیبرگ حضور فعال گاری در سینماست. همچنین او در این بخش به کتاب مشهورش "خداحافظ گری کوپر" اشاره می‌کند و می‌گوید:
«دوره‌ای که هالیوود بودم، گری کوپر دوست صمیمی‌ام بود. بیش‌تر از همه عاشق مهربانی، محبت و نجیب‌زادگی‌اش بودم. در مدت اقامتم در هالیوود، دائم او را می‌دیدم و صمیمی‌ترین دوستم بود. خب، اسم کتابم را گذاشتم خداحافظ گاری کوپر، اما راستش این رمان هیچ ربطی به او نداشت. دوره جنگ ویتنام بود و هدفم از نوشتن این کتاب وداع با امریکایی بود که به خودش اطمینان داشت، وداع با سفید، با سیاه، با مفهوم ارزش، با مفهوم خائن، با مفهوم مثبت اندیش، وداع با شخصیتی که گاری کوپر روی پرده سینماها بازی می‌کرد، با شخصیتی که گاری کوپر روی پرده سینما مجسم می‌کرد، یعنی وداع با آمریکای آرام، آمریکای مطمئن به ارزش‌هایش، مطمئن به حق و حقوقش و مطمئن به این که همیشه و تا ابد برتر است. بنابراین در این رمان خبر از امریکای امروز می‌دهم، امریکای تردید، اضطراب، دلهره، امریکای آسیب پذیر، چرا که از حالا به بعد امریکا هم مثل تمام کشورهای دیگر دنیا رو به تباهی و ویرانی است. سعی کردم که این‌ها را در قالب رمان توضیح دهم. می‌توانم بگویم این کتاب تأثیر زیادی روی نسل جوان گذاشته است.» (ص. ۶۷)

## ترجمه در ایران
اولین ترجمه فارسی این کتاب یک سال پس از انتشار نسخه اصلی یعنی در سال ۱۳۹۴ با ترجمه سمیه نوروزی و با عنوان "گذار روزگار" در نشر ماهی منتشر شد.

##### بخشی از متن کتاب
فکر نمی‌کنم دیگر آن قدری ازعمرم باقی مانده باشد که بتوانم زندگی‌نامهٔ دیگری بنویسم. از من خواسته‌اید کمی از زندگی‌ام برایتان بگویم، به این بهانه که یک بار تجربه‌اش کردم. اما خودم از این بابت زیاد مطمئن نیستم، به ویژه این که به نظرم این زندگی است که ما را تجربه کرده و مالک ما است: وقتی به زندگی گذشته‌مان نگاهی می‌اندازیم، احساس می‌کنیم این زندگی متعلق به ما بوده و خودمان انتخابش کرده‌ایم. شخصاً می‌دانم که در زندگی‌ام حق انتخاب چندانی نداشتم، بطوری که تاریخ در عام‌ترین و در عین حال خاص‌ترین و روزمره‌ترین معنایش اختیار مرا به دست داشته و به عبارتی، کلاه از سرم برداشته است.